# Wapen van Vries

Wapen van Vries

Het wapen van Vries bestaat uit een ontwerp van G.A. Bontekoe van de voormalige gemeente Vries. Het wapen werd op 7 december 1931 per Koninklijk Besluit aan de gemeente toegekend. De beschrijving luidt: 
"In goud, bezaaid met eikebladeren van sinopel, een schoorsteenhaal van sabel, en een zoom van keel, beladen met acht cornoeljebloemen van zilver, met gouden hart. Het schild gedekt met een gouden kroon van drie bladeren en twee paarlen. Schildhouders : twee wildemannen, omkranst en omgord met loof, in de vrije hand een knots over den schouder houdende, alles in natuurlijke kleur."

## Geschiedenis
De eikenbladen en de schoorsteenhaal zijn afkomstig van het familiewapen van Linthorst Homan uit Oudemolen. De rangschikking in het familiewapen wijkt af omdat de Hoge Raad van Adel tijdens de aanvraagprocedure vond dat familiewapens van nog levende families niet ongewijzigd overgenomen moesten worden. Rondom het wapen werd een schildzoom geplaatst met daarop Kornoeljebloemen (met name de Zweedse kornoelje), die op het grondgebied van de gemeente voorkomen. De schildhouders zijn een herinnering aan de hunebedden op het grondgebied van de voormalige gemeente. Het schild is gedekt met een gravenkroon. In 1998 werd de gemeente opgeheven. Het dorp Vries is nu in de gemeente Tynaarlo gevoegd. De schildzoom van het wapen van Vries werd overgenomen in het wapen van Tynaarlo.

## Verwante wapens

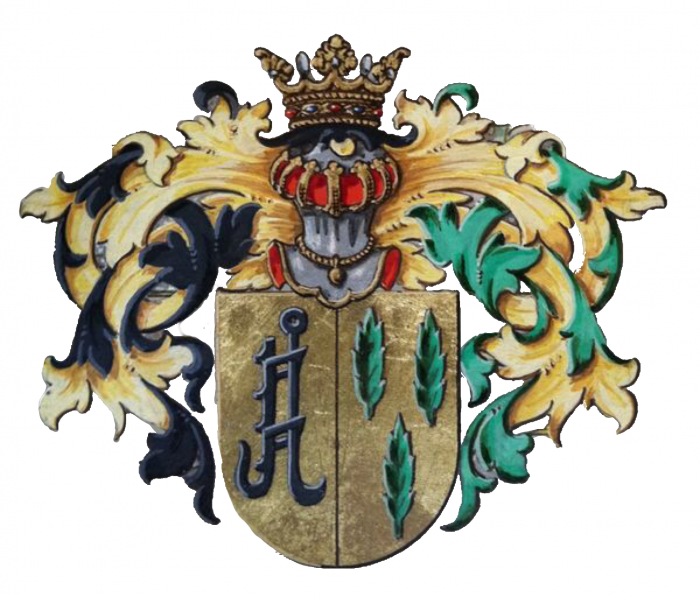
Linthorst Homan
wapen van Tynaarlo